# ハレアカラ国立公園

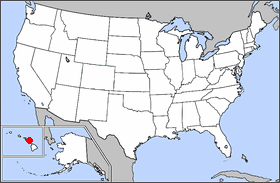
ハレアカラ国立公園の位置

ハレアカラ国立公園（ハレアカラこくりつこうえん、Haleakalā National Park）は、ハワイ州のマウイ島に位置する米国の国立公園である。公園の面積は、118 km²（45.5 平方マイル）で、そのうち100 km²（38.6 平方マイル）はウィルダネス・エリアである。

## 歴史
公園は初めはハワイ島のマウナ・ロア火山、キラウエア火山と共に1916年ハワイ国立公園の一部となったが、1961年、別の国立公園となった。公園は1980年、ハワイ火山国立公園と共にユネスコの生物圏保護区の「ハワイ諸島生物圏保護区」に指定された。ハレアカラという名はハワイ語で「太陽の家」（"house of the sun"）を意味する。地元の言い伝えによると、半神半人のマウイが1日を長くするため、太陽をここに閉じ込めたという。
公園の目玉は、休火山であるハレアカラ（東マウイ）火山である。この山が最後に噴火したのは1790年頃のことである。公園は2つの異なる地区に分けられる。山頂地域とキパフル地域である。
公園の2つの地区への来園者は年間平均1,450,000人である（2006年は、1,426,068人）。

## 山頂

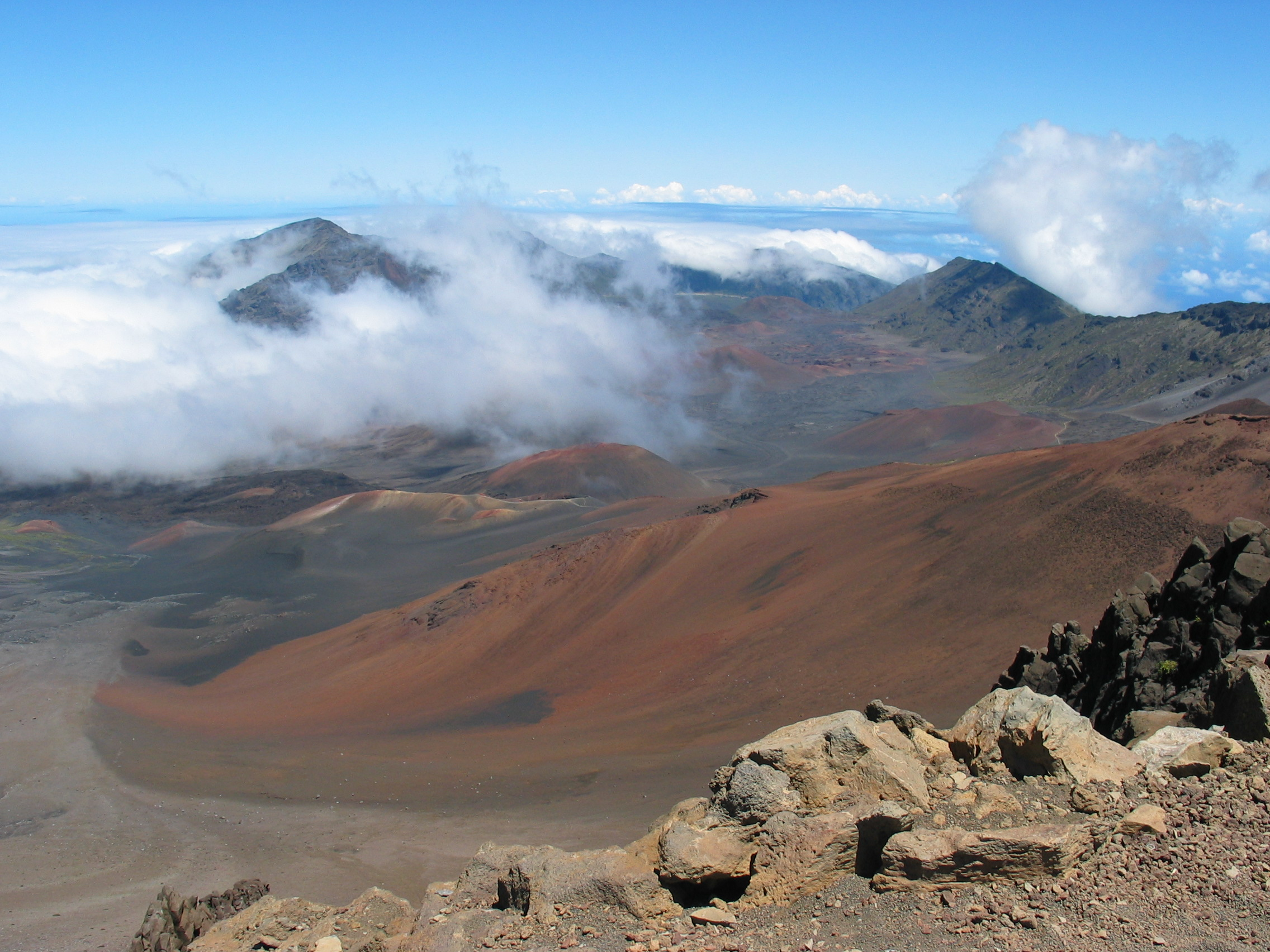
標高2,969 m (9,740フィート)のビジター・センターからの眺め

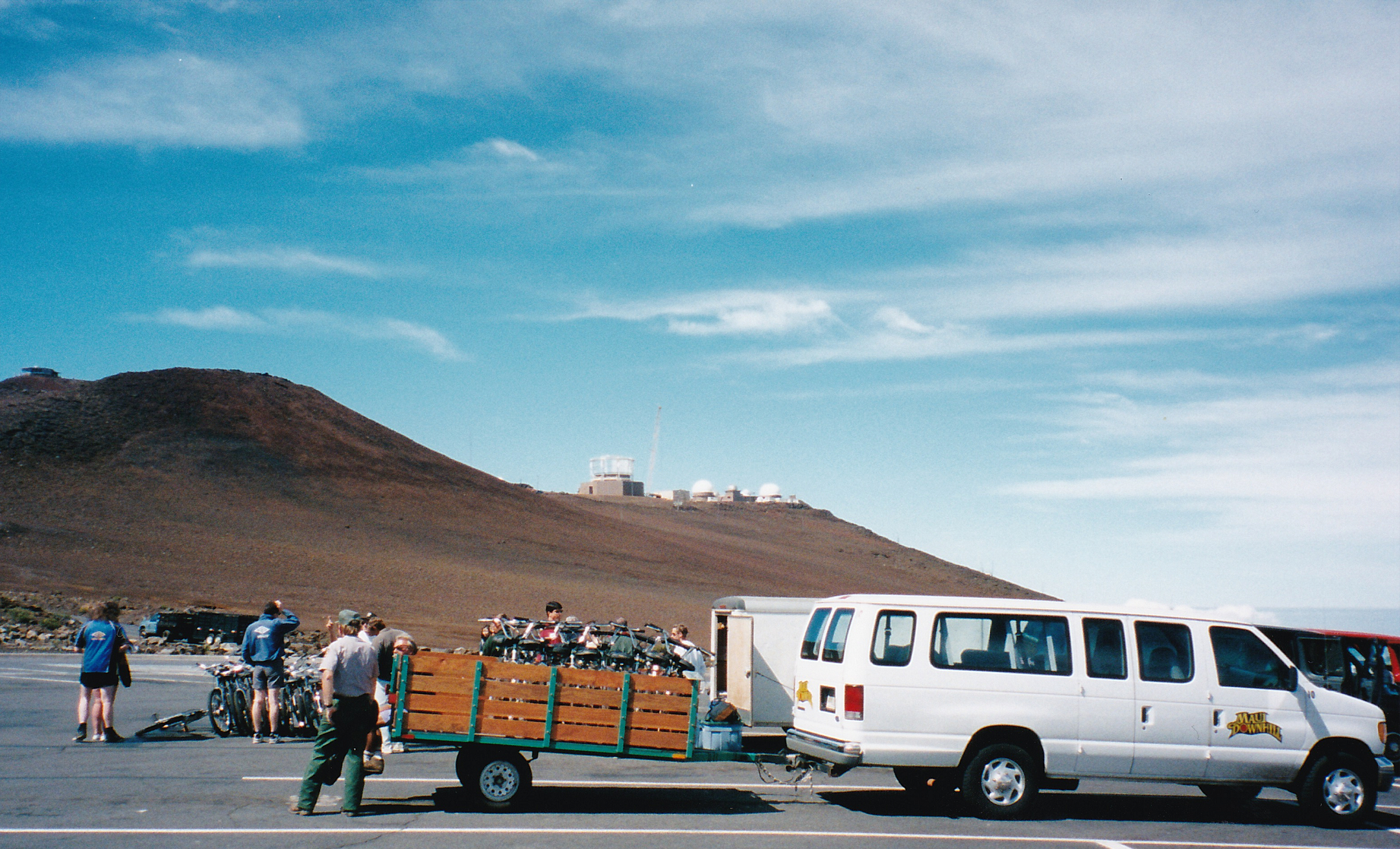
ビジター・センターから見たハレアカラ天文台

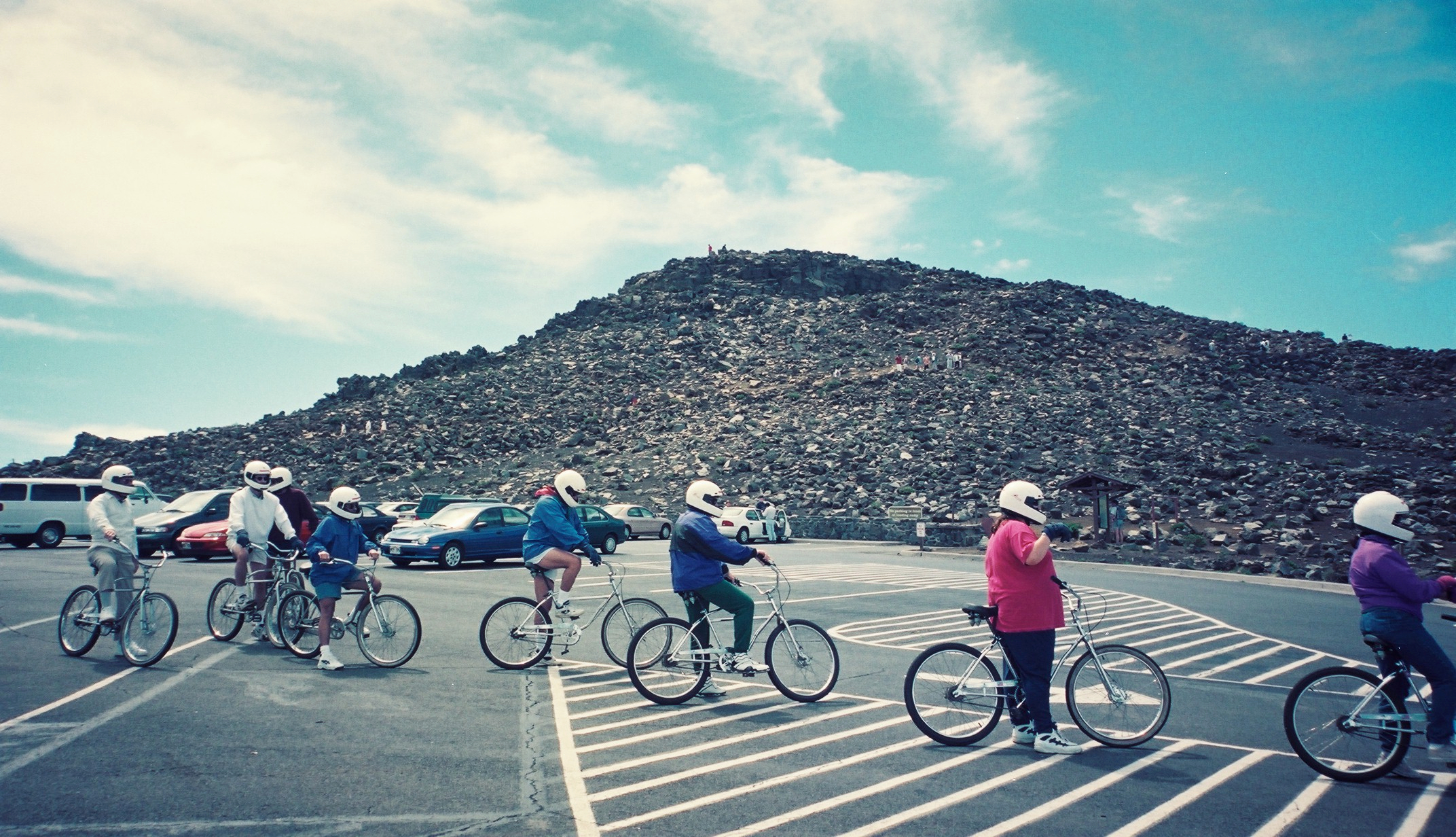
ロードバイクに乗る観光客

山頂地域には、ハレアカラ・クレーター（Haleakalā Crater）、火山の山頂、山頂周辺地域がある。この地域には、ハワイ州道378号線で行くことができる。
この地区の主な目玉は、疑いなく、有名なハレアカラ・クレーターである。巨大なクレーターで、直径11.25 km（7マイル）、幅3.2 km（2 マイル）、深さ約800 m（2,600 フィート）である。クレーターの内側には、大きな噴石丘等、火山によってできた多くの地形が点在する。2本の主要な道が、山頂地域からクレーターの中に続いている。すなわち、ハレマウウ・トレイルとスライディング・サンズ・トレイルである。ハイカーは、クレイター内の3つの山小屋のいずれかに泊まれる。（最初に公園を通じて予約する必要がある）。
毎朝、来園者は火山の頂上に壮大な日の出を見に訪れる。午後にはより多くの来園者が、同じくらい見事な日没を見にやってくる。公園の1つのアトラクションは、ホズマーの森（Hosmer's Grove）で、この森は、ヒマラヤ山脈のヒマラヤスギ、日本のスギ、オーストラリアのユーカリ、北アメリカの木々（マツ、トウヒ、ヒノキ、モミ他）といった外来の木からできたユニークな森である。在来の草木も森で見受けられるが、（背の高い外来種による）日照不足のせいで、あまり目にすることはない。
公園は、独特の火山生成物、数多くの見晴らしの良い場所がある長く景色の良い車道、非常に澄んだ夜空の眺めで知られている。ハレアカラは、米国における天体観測のための最良の場所のひとつで、多くの地元の商店で双眼鏡と望遠鏡が借りられる。ネネ（ハワイガン）も、ハレアカラ・クレーター内の自然の生息地で観察できる。ハワイガンは、公園内では一旦完全に死に絶えたが、1946年ボーイスカウトの助けにより、再導入された。バックパックでクレーターの中まで若鳥を運んだのである。

## キパフル

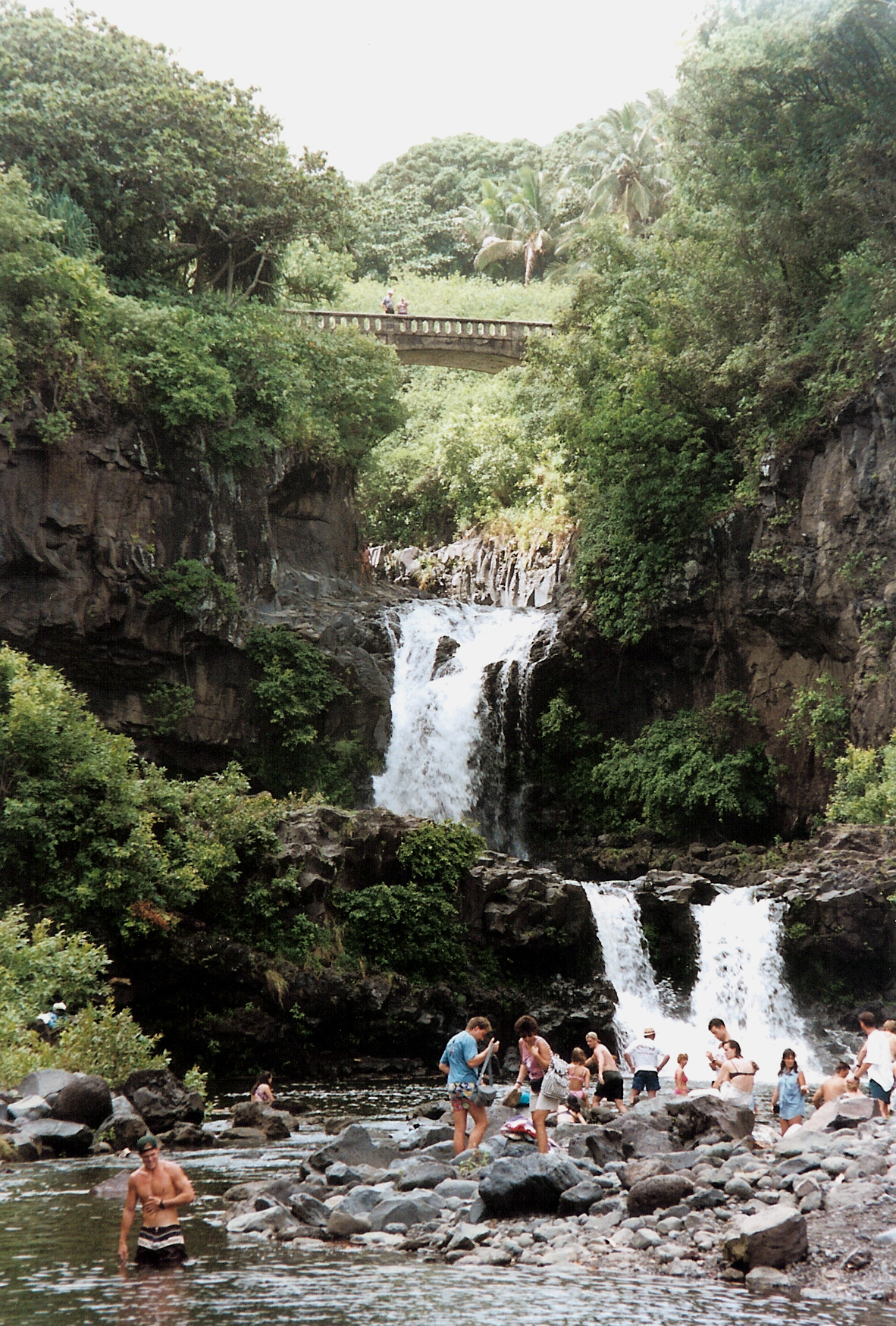
キパフルのプールで泳ぐ人達

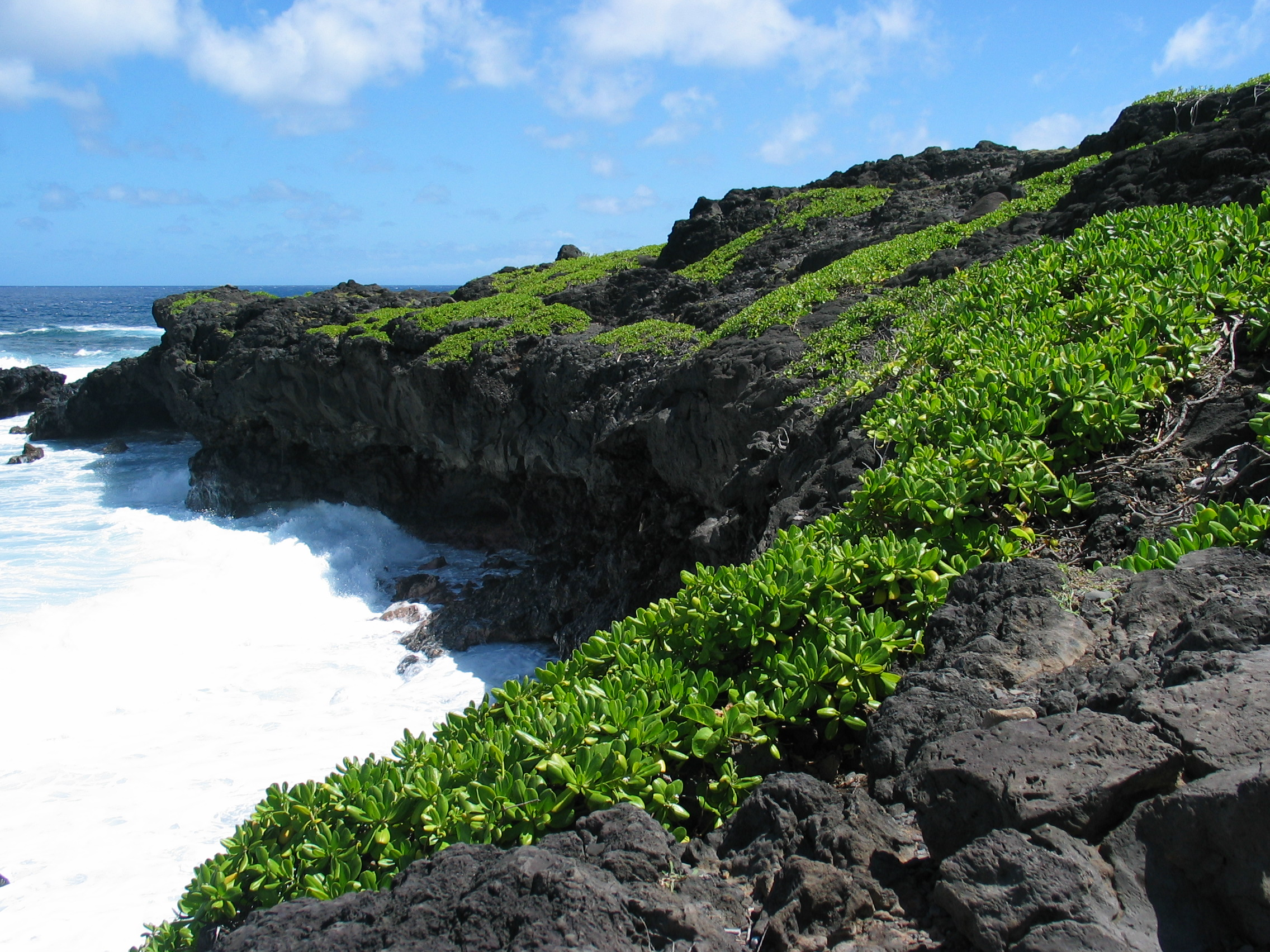
ハレアカラ国立公園のキパフル地区

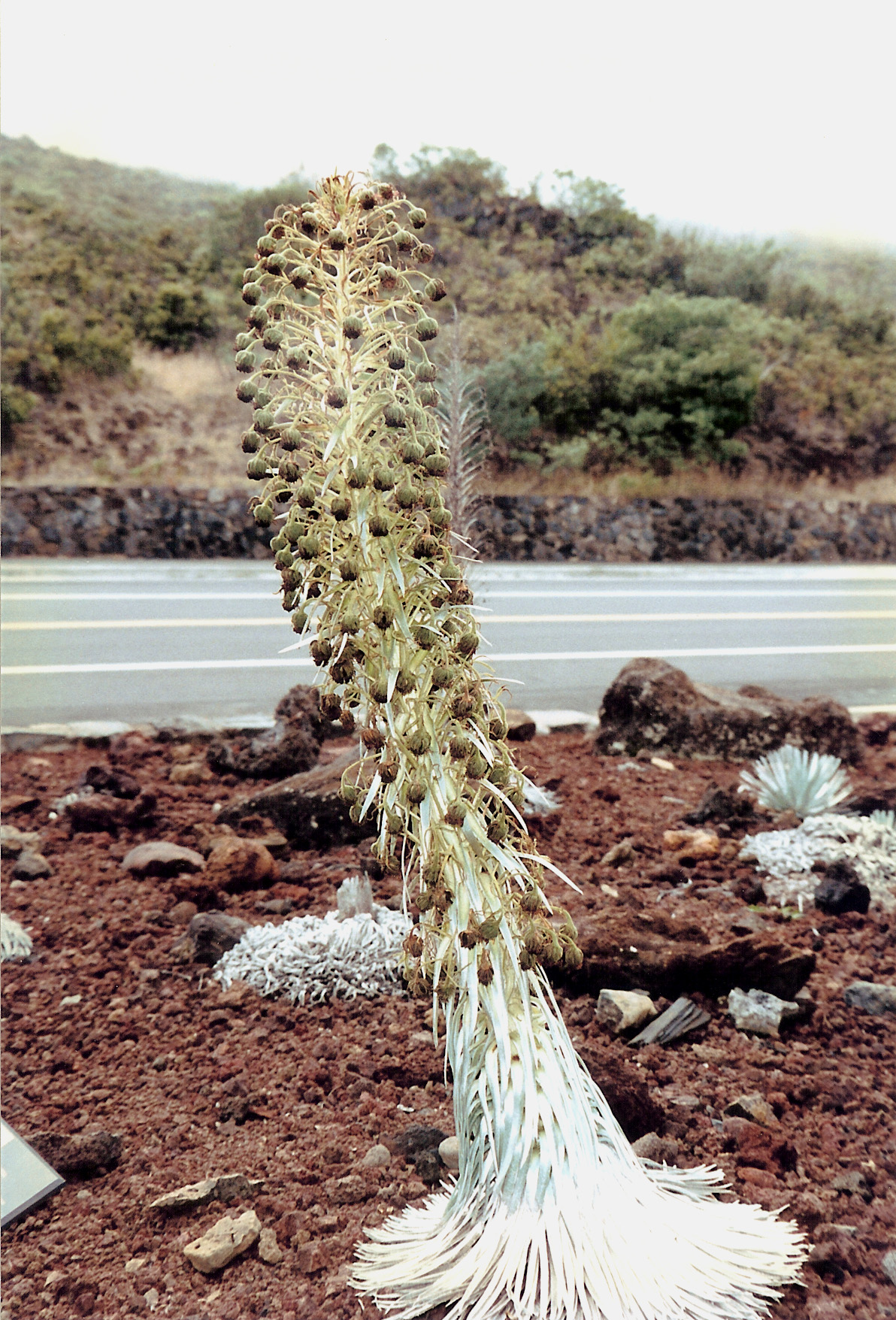
銀剣草

公園の2番目の地区はキパフル地区である。山頂地域からこの地区に直接車で行くことはできない。島の風上の海岸を通る曲がりくねった湾岸道路を通っていく必要がある。この地区は、キパフル谷の下方部分の中にある。山頂地域とは、谷の上方部分で隔てられている。谷の上方の地区はキパフル谷生物圏保護区に指定されており、この壊れやすい生態系の中の固有の植物種、動物種を保護するために一般人には公開されていない。
この地区の目玉は、オヘオ（'Ohe'o）と呼ばれる峡谷にあるパリケア川（Palikea Stream）沿いの2ダースを超える淵である。これらの淵には珍しい在来の淡水魚がいる。来園者はここで泳ぐこともできるし、ワイモク滝（Waimoku Falls）の下まで続く山道をハイキングすることもできる。
火山地域にあるため、島で現在みられるすべての動植物は、開拓者によって持ち込まれたものか、自然に（2,000マイルの空又は海を）渡って来たものである。ここに到着の後、環境への風変わりな適応の結果、ユニークな種となっている。この公園には、実際、最も多くの絶滅危惧種が棲んでいる。島のこの地域への旅行者が増えてきたため、固有種は壊滅的な打撃を受けた。